# Muta (Muta)

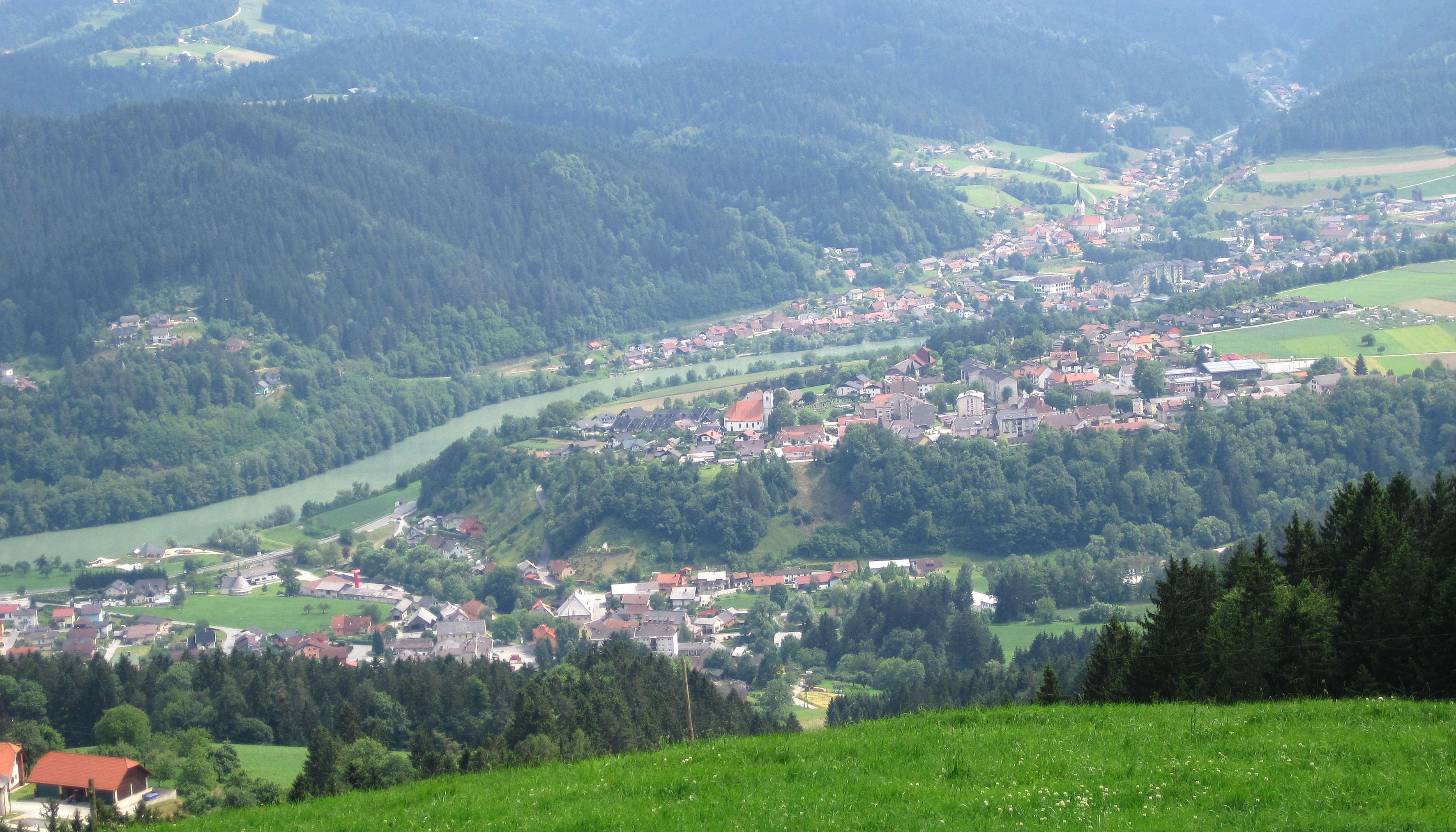
Vuzenica/Saldenhofen (in der oberen Bildhälfte, nördlich der Drau) und Muta/Hohenmauthen (am Hügel im Vordergrund)

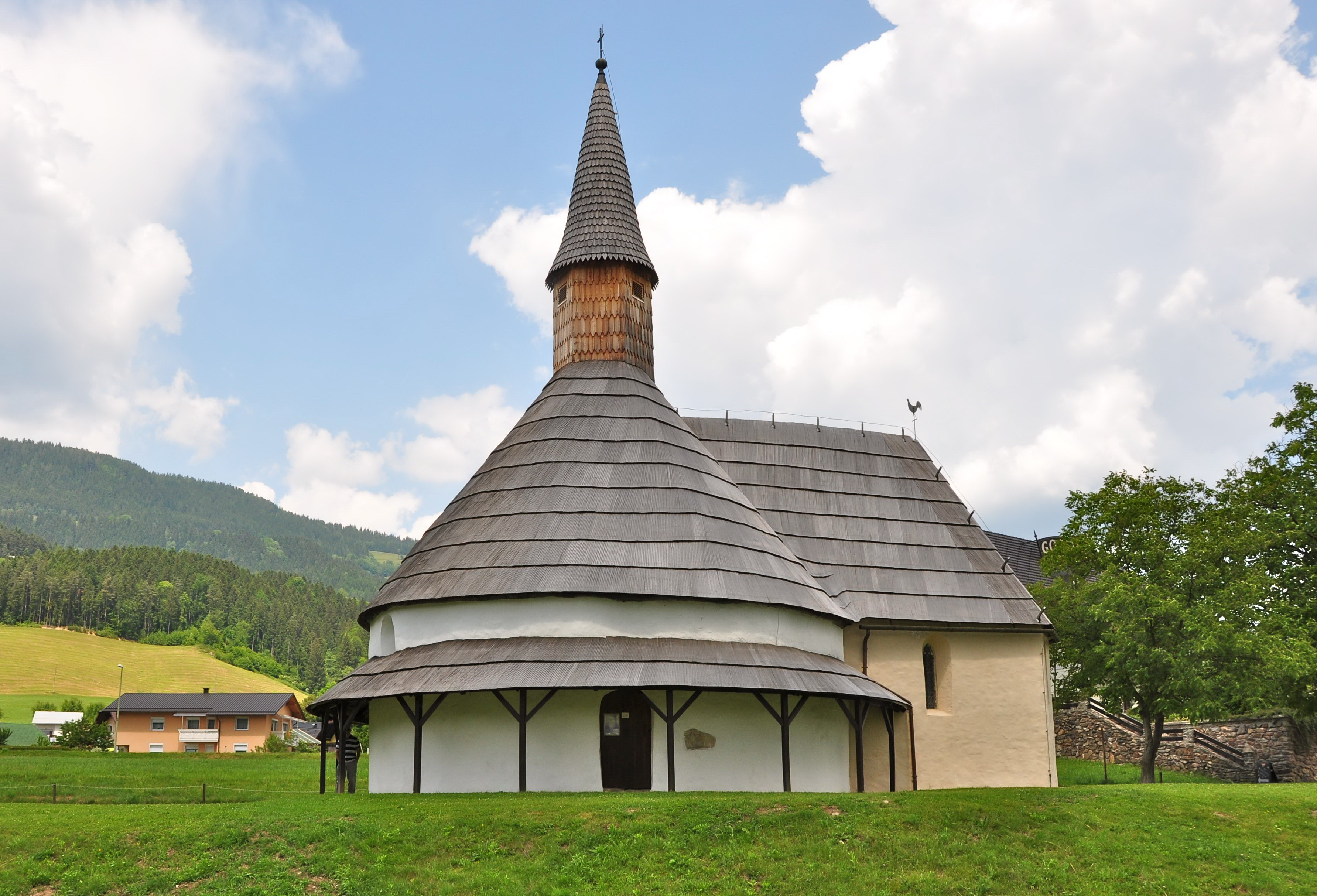
Romanische Filialkirche Heiliger Johannes der Täufer

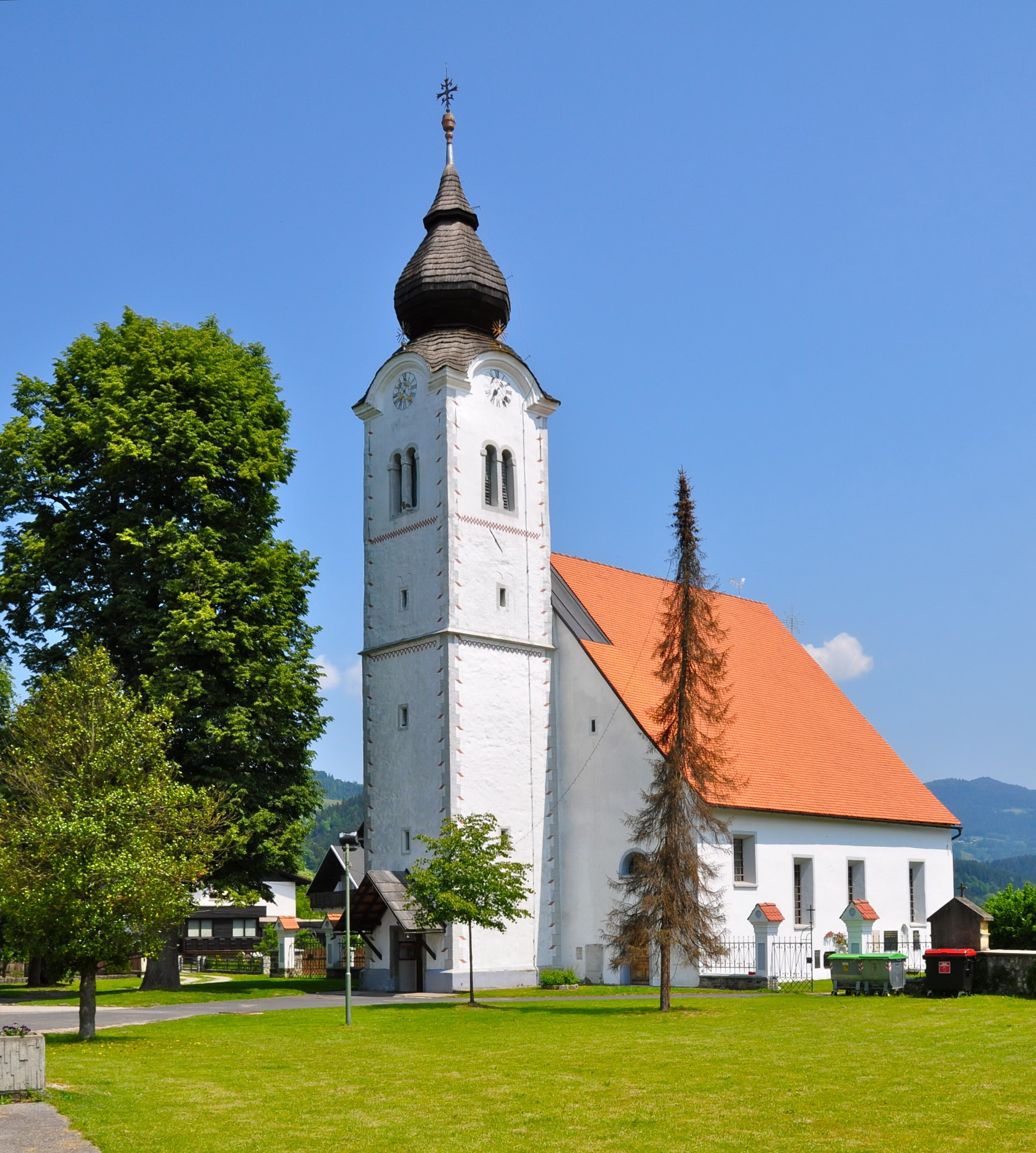
Barocke Pfarrkirche Heilige Margarete (Sveta Marjeta) in Muta.

Muta (deutsch: Hohenmauthen) ist der Name des Hauptortes der Gemeinde Muta in Slowenien. Muta liegt an der Drau in der historischen Landschaft Spodnja Štajerska (Untersteiermark) und gehört heutzutage zur Region Koroška (Slowenisch-Kärnten).

## Geschichte
Den Namen Muta erhielt der Ort von einer Mautstelle zwischen dem Herzogtum Kärnten und der Mark an der Drau. Diese Mautstelle wurde 1192 erstmals erwähnt. Die Lage am Feistritzbach (Mučka Bistrica) kurz vor der Mündung in die Drau war ideal dafür. Im 15. Jahrhundert wurden zwei Schlösser erbaut, von denen aus sich der Verkehr gut überwachen ließ. Im Schloss Kienhofen ist heute ein Museum untergebracht.

## Massengrab von Muta
In Muta befindet sich ein Massengrab aus dem Zweiten Weltkrieg. Das Massengrab der Kroaten (slowenisch: Grobišče Hrvatov) ist eine Ansammlung von Gräbern an sieben Standorten im nordöstlichen Teil der Siedlung am Ufer der Drau. Es enthält die Überreste von kroatischen Opfern.

## Weblinks

Hohenmauthen um 1877 (Aufnahmeblatt der Landesaufnahme)
Geologische Karte mit dem Drautal bei Muta, um 1926